# Jordy Zielschot
Jordy Zielschot Taal (Dongen, 3 februari 1995) is een voormalig Nederlands profvoetballer die als doelman, op amateurniveau, voor Blauw Geel '38 speelt.

## Carrière
Jordy Zielschot speelde in de jeugd van Willem II (tot 2013 in de gezamenlijke jeugdopleiding met RKC Waalwijk), waar hij in 2015 vertrok om bij VV Dongen te spelen. Hier speelde hij tot hij in 2018 naar RKC Waalwijk vertrok, waar hij reservekeeper achter Etienne Vaessen werd. Hij debuteerde voor RKC op 9 november 2018, in de met 3-5 verloren thuiswedstrijd in de Eerste divisie tegen Jong PSV. Hij begon in de basis, omdat Vaessen vanwege privé-omstandigheden ontbrak. Verder speelde hij niet voor RKC, en na een seizoen vertrok hij naar SteDoCo. Hier speelde hij in het seizoen 2019/20 alleen een bekerwedstrijd, en in de zomer van 2020 vertrok hij naar Blauw Geel '38.

### Statistieken
| Seizoen        | Club           | Land           | Competitie     | Competitie | Competitie | Beker | Beker | Overig | Overig | Totaal | Totaal |
| Seizoen        | Club           | Land           | Competitie     | Wed.       | Dlp.       | Wed.  | Dlp.  | Wed.   | Dlp.   | Wed.   | Dlp.   |
| -------------- | -------------- | -------------- | -------------- | ---------- | ---------- | ----- | ----- | ------ | ------ | ------ | ------ |
| 2018/19        | RKC Waalwijk   | Nederland      | Eerste divisie | 1          | 0          | 0     | 0     | –      | –      | 1      | 0      |
| Carrièretotaal | Carrièretotaal | Carrièretotaal | Carrièretotaal | 1          | 0          | 0     | 0     | 0      | 0      | 1      | 0      |